# Бурлачук, Леонид Фокич
Леони́д Фо́кич Бурлачу́к (укр. Леонід Фокович Бурлачук; 1 января 1947, Ленинград — 26 ноября 2022) — советский и украинский психолог. Доктор психологических наук (1990), профессор (1992). Действительный член (академик) Национальной академии педагогических наук Украины (2010).

## Биография
Родился 1 января 1947 года в Ленинграде. Отец — Фока Фёдорович Бурлачук (1914—1997) — писатель.
Учился в Ленинградском государственном университете имени А. А. Жданова, но впоследствии перевёлся в Киевский государственный университет имени Т. Г. Шевченко, где в 1970 году окончил психологическое отделение философского факультета.
После окончания вуза продолжил работу в качестве ассистента, а позднее доцента на кафедре социальной и педагогической психологии Киевского государственного университета имени Т. Г. Шевченко.
С 1990 по 1992 год — заведующий кафедрой социальной и педагогической психологии Киевского государственного университета имени Т. Г. Шевченко.
Вместе с Вадимом Блейхером стал основателем кафедры психодиагностики и медицинской (с 2008 года клинической) психологии, где с момента создания в 1992 году Бурлачук являлся заведующим. В 2011—2012 годах — декан факультета психологии Киевского национального университета имени Тараса Шевченко.
Кроме того, занимал должность президента во Всеукраинской психодиагностической ассоциации и Национальной психологической ассоциации Украины (2017—2020).
Скончался 26 ноября 2022 года.

## Научная деятельность
Занимался изучением психодиагностики, психотерапии и клинической психологии. Первоначально в сферу интересов Бурлачука входило изучение больных с психическими расстройствами. Учёный одним из первых в Советском Союзе начал применять для диагностики тест Роршаха. Во второй половины 1980-х начал заниматься изучением и применением в клинической практике психодиагностики. Автор теории измеренной индивидуальности.
В 1974 году защитил кандидатскую диссертацию по теме «Особенности перцептивной деятельности больных эпилепсией и шизофренией при слабоструктурности зрительной стимуляции», а в 1989 году — докторскую диссертацию по теме «Психодиагностика личности: понятийный аппарат и методы исследования». Бурлачук подготовил свою кандидатскую диссертацию под руководством психолога Вадима Блейхера на основе материала собранного в Киевской клинической (психоневрологической) больнице № 21 имени академика И. П. Павлова. В связи с использованием в работе теста Роршаха, Бурлачук столкнулся с трудностями при защите своей диссертации из-за восприятия «западных исследований» как неприемлемых в СССР. Защитить работу, несмотря на предубеждение части диссертационного совета, ему удалось в Ленинградском научно-исследовательском психоневрологическом институте им. В. М. Бехтерева, где руководителем диссертационного совета являлся Модест Кабанов.
Автор более 200 научных работ, включая словарь-справочник, учебники и учебные пособия. Наиболее известен его «Словарь-справочник по психодиагностике». Бурлачук создал учебные курсы и спецкурсы, написанные на основе исследований клинической психодиагностики. Член редакционных советов десяти украинских и четырёх зарубежных периодических изданий по психологии. В 2008 году Бурлачук совместно с партнерами основал первое украинское издательство психологических тестов «ОС Украина».
Подготовил 40 кандидатов и 5 докторов наук. Являлся председателем научно-методической комиссии по психологии при Министерстве науки и образования Украины, с 1991 по 2005 год — председатель специализированного совета по защите докторских и кандидатских диссертаций в области психологии при Киевском национальном университете. Руководитель международных образовательных и научных проектов в области психологии TEMPUS (1995—2000) и INTAS (1999—2003). Являлся главой оргкомитета международной психологической конференции «Псикон».
В 1992 году был избран членом-корреспондентом, а в 2010 году — действительным членом (академиком) Национальной академии педагогических наук Украины. С 1995 — член Международной комиссии по психологическим тестам. Также являлся действительным членом Международной академии акмеологических наук, Нью-Йоркской академии наук и Европейской федерации психологических ассоциаций. Один из основателей Киевского института современной психологии и психотерапии и Украинской школы архетипики.

## Награды и звания
- Грамота Верховной Рады Украины[6]
- Медаль НАПН Украины «Ушинский К. Д.»[6]
- Медаль НАПН Украины «Григорий Сковорода»[6]
- Медаль НАПН Украины «Владимир Мономах»[6]

## Основные публикации
- Словарь-справочник по психодиагностике / Л. Ф. Бурлачук, С. М. Морозов. — 1989; 2-е изд. — СПб: Питер, 1999. — 517 с.; 2003; 3-е изд., перераб. и доп. — СПб: Питер, 2007. — 685 с.
- Словарь-справочник по психологической диагностике / Л. Ф. Бурлачук, С. М. Морозов. — Киев: Наук. думка, 1989. — 197 с.
- Психология жизненных ситуаций: Учебное пособие. — М., 1998. — 262 с.
- Основы психотерапии: Учебное пособие / Л. Ф. Бурлачук, И. А. Грабская, А. С. Кочарян. — Киев: Ника-Центр ; М.: Алетейа, 1999. — 317 с.
- Психотерапия: психологические модели: Учебник для вузов / Л. Ф. Бурлачук, А. С. Кочарян, М. Е. Жидко. — СПб: Питер, 2003, 2007 (2-е изд.), 2009 (3-е изд.), 2012. — 471 с.; 2-е изд. — М.: Питер, 2007.
- Исследование личности в клинической психологии (на основе метода Роршаха). — Киев: Вища школа, 1979. — 175 с.
- Психодиагностика / Л. Ф. Бурлачук. — 1995.
- Введение в проективную психологию / Л. Ф. Бурлачук. — 1997.
- Психодиагностика: Учебник для вузов / Л. Ф. Бурлачук. — СПб: Питер, 2002. — 349 с.; 2-е изд., перераб. и доп. — М.: Питер, 2008. — 378 с.
- Психодиагностические методы исследования личности / Л. Ф. Бурлачук. — Киев: Общество «Знание» УССР, 1982. — 19 с.
- Психодиагностические методы исследования интеллекта / Л. Ф. Бурлачук. — Киев: Общество «Знание» УССР, 1985. — 16 с.
- Психодиагностика личности / Л. Ф. Бурлачук. — Киев: Здоровья, 1989. — 163 с.
- Методика Роршаха: краткое пособие / Л. Ф. Бурлачук. — М.: Смысл, 2013. — 103 с.
- Основы психотерапии / Л. Ф. Бурлачук. — 1999; 2-е изд. — 2001.
- Focus Eastern Europe: Psychological and Social Determinants of Behaviour in the Transition Countries. — Innsbruck, 2001.